# Sometimes It Snows in April
Sometimes It Snows in April is een nummer uit 1986 van Prince. De ballad verscheen op het album Parade. Toen Prince in april 2016 overleed, kreeg het nummer meer belangstelling. 

## Hitnoteringen

### NPO Radio 2 Top 2000
De ballad verscheen in 2015 in de Radio 2 Top 2000.

| Nummer met noteringen in de NPO Radio 2 Top 2000 | '15  | '16 | '17 | '18 | '19 | '20 | '21 | '22 | '23 | '24 |
| ------------------------------------------------ | ---- | --- | --- | --- | --- | --- | --- | --- | --- | --- |
| Sometimes It Snows In April                      | 1294 | 254 | 418 | 565 | 511 | 623 | 579 | 613 | 675 | 721 |

1. ↑  Een vetgedrukt getal geeft de hoogste notering aan.
2. ↑  2015 was het eerste jaar met een notering voor dit nummer.